# Europese auto in 2005
Dit artikel geeft een overzicht van alle Europese personenwagens die op de markt kwamen in 2005. De auto's staan alfabetisch gerangschikt per merk.

## West-Europa
| Alfa Romeo |                  | concern:          | FIAT Italië |
| Alfa Romeo | divisie:         |                   |             |
| Alfa Romeo | merk:            | Alfa Romeo Italië |             |
| Alfa Romeo | model:           | 159               |             |
| Alfa Romeo | einde productie: | ?                 |             |
| Alfa Romeo | productieaantal: | ?                 |             |

| Alfa Romeo |                  | concern:          | FIAT Italië |
| Alfa Romeo | divisie:         |                   |             |
| Alfa Romeo | merk:            | Alfa Romeo Italië |             |
| Alfa Romeo | model:           | Brera             |             |
| Alfa Romeo | einde productie: | ?                 |             |
| Alfa Romeo | productieaantal: | ?                 |             |

| Aston Martin |                  | concern:                                    | Ford Motor Company Verenigde Staten |
| Aston Martin | divisie:         |                                             |                                     |
| Aston Martin | merk:            | Aston Martin Verenigd Koninkrijk            |                                     |
| Aston Martin | model:           | V8 Vantage coupé, roadster (V12 vanaf 2009) |                                     |
| Aston Martin | einde productie: | 2018                                        |                                     |
| Aston Martin | productieaantal: | 17.968 (coupé), 6732 (roadster)             |                                     |

| Audi |                  | concern:       | Volkswagen AG Duitsland |
| Audi | divisie:         |                |                         |
| Audi | merk:            | Audi Duitsland |                         |
| Audi | model:           | A3 3/5p        |                         |
| Audi | einde productie: | ?              |                         |
| Audi | productieaantal: | ?              |                         |

| Audi |                  | concern:                      | Volkswagen AG Duitsland |
| Audi | divisie:         |                               |                         |
| Audi | merk:            | Audi Duitsland                |                         |
| Audi | model:           | A4 sedan / Avant stationwagen |                         |
| Audi | einde productie: | 2008                          |                         |
| Audi | productieaantal: | ?                             |                         |

| Audi |                  | concern: | Volkswagen AG Duitsland |
| Audi | divisie:         | |                         |
| Audi | merk:            | Audi Duitsland |                         |
| Audi | model:           | S4 sedan / Avant stationwagen (4e generatie; in feite een facelift van de S4 uit 2003; sportiever variant van de A4) RS4 sedan / Avant stationwagen (2e generatie; krachtiger variant van de A4) |                         |
| Audi | einde productie: | 2008 |                         |
| Audi | productieaantal: | ? |                         |

| Audi |                  | concern:                             | Volkswagen AG Duitsland |
| Audi | divisie:         |                                      |                         |
| Audi | merk:            | Audi Duitsland                       |                         |
| Audi | model:           | A6 Avant stationwagen (3e generatie) |                         |
| Audi | einde productie: | 2011                                 |                         |
| Audi | productieaantal: | ?                                    |                         |

| Audi |                  | concern:       | Volkswagen AG Duitsland |
| Audi | divisie:         |                |                         |
| Audi | merk:            | Audi Duitsland |                         |
| Audi | model:           | A8 sedan       |                         |
| Audi | einde productie: | 2010           |                         |
| Audi | productieaantal: | ?              |                         |

| Audi |                  | concern:       | Volkswagen Duitsland |
| Audi | divisie:         |                |                      |
| Audi | merk:            | Audi Duitsland |                      |
| Audi | model:           | Q7 suv         |                      |
| Audi | einde productie: | ?              |                      |
| Audi | productieaantal: | ?              |                      |

| Bentley |                  | concern:                    | Volkswagen AG Duitsland |
| Bentley | divisie:         |                             |                         |
| Bentley | merk:            | Bentley Verenigd Koninkrijk |                         |
| Bentley | model:           | Arnage drophead coupé       |                         |
| Bentley | einde productie: | 2009                        |                         |
| Bentley | productieaantal: | ?                           |                         |

| Bentley |                  | concern:                    | Volkswagen Duitsland |
| Bentley | divisie:         |                             |                      |
| Bentley | merk:            | Bentley Verenigd Koninkrijk |                      |
| Bentley | model:           | Continental flying spur     |                      |
| Bentley | einde productie: | ?                           |                      |
| Bentley | productieaantal: | ?                           |                      |

| Bizzarrini |                  | concern:          | onafhankelijk |
| Bizzarrini | divisie:         |                   |               |
| Bizzarrini | merk:            | Bizzarrini Italië |               |
| Bizzarrini | model:           | GTS               |               |
| Bizzarrini | einde productie: | ?                 |               |
| Bizzarrini | productieaantal: | ?                 |               |

| BMW |                  | concern:                                     | onafhankelijk |
| BMW | divisie:         |                                              |               |
| BMW | merk:            | BMW Duitsland                                |               |
| BMW | model:           | 3-serie (E90) berline / Touring stationwagen |               |
| BMW | einde productie: | ?                                            |               |
| BMW | productieaantal: | ?                                            |               |

| BMW |                  | concern:                                                       | onafhankelijk |
| BMW | divisie:         |                                                                |               |
| BMW | merk:            | BMW Duitsland                                                  |               |
| BMW | model:           | M5 sedan (E60; 4e generatie; sportieve variant van de 5-serie) |               |
| BMW | einde productie: | 2009                                                           |               |
| BMW | productieaantal: | 19.564                                                         |               |

| BMW |                  | concern:                                                       | onafhankelijk |
| BMW | divisie:         |                                                                |               |
| BMW | merk:            | BMW Duitsland                                                  |               |
| BMW | model:           | M6 coupé (E63; 1e generatie; sportieve variant van de 6-serie) |               |
| BMW | einde productie: | 2010                                                           |               |
| BMW | productieaantal: | 9087                                                           |               |

| Bugatti |                  | concern:                              | Volkswagen AG Duitsland |
| Bugatti | divisie:         |                                       |                         |
| Bugatti | merk:            | Bugatti Frankrijk                     |                         |
| Bugatti | model:           | Veyron EB16.4 coupé                   |                         |
| Bugatti | einde productie: | 2011                                  |                         |
| Bugatti | productieaantal: | 300 (incl. 48 Super Sport vanaf 2010) |                         |

| Chevrolet |                  | concern: | General Motors Verenigde Staten |
| Chevrolet | divisie:         | GM Korea Zuid-Korea |                                 |
| Chevrolet | merk:            | Chevrolet Verenigde Staten |                                 |
| Chevrolet | model:           | Lacetti vijfdeurhatchback (badge-engineered 1e generatie Daewoo Lacetti voor Europa; de sedan en stationwagen heetten Nubira; buiten Europa als Chevrolet Optra5 verkocht) |                                 |
| Chevrolet | einde productie: | 2010 (Europa) |                                 |
| Chevrolet | productieaantal: | ? |                                 |

| Chevrolet |                  | concern: | General Motors Verenigde Staten |
| Chevrolet | divisie:         | GM Korea Zuid-Korea |                                 |
| Chevrolet | merk:            | Chevrolet Verenigde Staten |                                 |
| Chevrolet | model:           | Nubira sedan / stationwagen (badge-engineered 1e generatie Daewoo Lacetti voor Europa; de hatchback heette Lacetti; buiten Europa als Chevrolet Optra verkocht) |                                 |
| Chevrolet | einde productie: | 2009 / 2010 (Europa) |                                 |
| Chevrolet | productieaantal: | ? |                                 |

| Citroën Peugeot Toyota |                  | concern: | PSA Peugeot Citroën Frankrijk en Toyota Japan |
| Citroën Peugeot Toyota | divisie:         | |                                               |
| Citroën Peugeot Toyota | merk:            | Citroën en Peugeot Frankrijk, Toyota Japan                                                                                                |                                               |
| Citroën Peugeot Toyota | model:           | C1 (1e generatie; Citroën), 107 (1 generatie; Peugeot) en Aygo (1e generatie; Toyota; voor de Europese markt) drie- en vijfdeur-stadsauto |                                               |
| Citroën Peugeot Toyota | einde productie: | 2014 |                                               |
| Citroën Peugeot Toyota | productieaantal: | ca. 750.000 van elk (verkocht in Europa)                                                                                                  |                                               |

| Citroën |                  | concern:          | PSA Peugeot Citroën Frankrijk |
| Citroën | divisie:         |                   |                               |
| Citroën | merk:            | Citroën Frankrijk |                               |
| Citroën | model:           | C6                |                               |
| Citroën | einde productie: | 2012              |                               |
| Citroën | productieaantal: | 23.421            |                               |

| Ferrari |                  | concern:          | FIAT Italië |
| Ferrari | divisie:         |                   |             |
| Ferrari | merk:            | Ferrari Italië    |             |
| Ferrari | model:           | 575M Superamerica |             |
| Ferrari | einde productie: | 2006              |             |
| Ferrari | productieaantal: | 559               |             |

| Ferrari |                  | concern:       | FIAT Italië |
| Ferrari | divisie:         |                |             |
| Ferrari | merk:            | Ferrari Italië |             |
| Ferrari | model:           | F430 Spider    |             |
| Ferrari | einde productie: | 2009           |             |
| Ferrari | productieaantal: | ca. 4500       |             |

| FIAT |                  | concern:    | onafhankelijk |
| FIAT | divisie:         |             |               |
| FIAT | merk:            | FIAT Italië |               |
| FIAT | model:           | Croma       |               |
| FIAT | einde productie: | ?           |               |
| FIAT | productieaantal: | ?           |               |

| FIAT |                  | concern:                                                            | onafhankelijk |
| FIAT | divisie:         |                                                                     |               |
| FIAT | merk:            | FIAT Italië                                                         |               |
| FIAT | model:           | Grande Punto (3e generatie; Punto Evo vanaf 2009, Punto vanaf 2012) |               |
| FIAT | einde productie: | 2018                                                                |               |
| FIAT | productieaantal: | 2,67 miljoen                                                        |               |

| Ford |                  | concern:                                                               | Ford Motor Company Verenigde Staten |
| Ford | divisie:         | Ford of Europe Duitsland                                               |                                     |
| Ford | merk:            | Ford Verenigde Staten                                                  |                                     |
| Ford | model:           | Focus drie- en vijfdeurhatchback / sedan / stationwagen (2e generatie) |                                     |
| Ford | einde productie: | 2010                                                                   |                                     |
| Ford | productieaantal: | ?                                                                      |                                     |

| Land Rover |                  | concern:                                      | Ford Motor Company Verenigde Staten |
| Land Rover | divisie:         |                                               |                                     |
| Land Rover | merk:            | Land Rover Verenigd Koninkrijk                |                                     |
| Land Rover | model:           | Range Rover Sport vijfdeur-suv (1e generatie) |                                     |
| Land Rover | einde productie: | begin 2013                                    |                                     |
| Land Rover | productieaantal: | 413.841                                       |                                     |

| Mercedes-Benz |                  | concern:                                               | DaimlerChrysler Duitsland |
| Mercedes-Benz | divisie:         |                                                        |                           |
| Mercedes-Benz | merk:            | Mercedes-Benz Duitsland                                |                           |
| Mercedes-Benz | model:           | B-Klasse Sports Tourer kleine mpv (W245; 1e generatie) |                           |
| Mercedes-Benz | einde productie: | 2011                                                   |                           |
| Mercedes-Benz | productieaantal: | ruim 740.000                                           |                           |

| Mercedes-Benz |                  | concern:                               | DaimlerChrysler Duitsland |
| Mercedes-Benz | divisie:         |                                        |                           |
| Mercedes-Benz | merk:            | Mercedes-Benz Duitsland                |                           |
| Mercedes-Benz | model:           | M-Klasse (ML) suv (W164; 2e generatie) |                           |
| Mercedes-Benz | einde productie: | augustus 2011                          |                           |
| Mercedes-Benz | productieaantal: | ca. 300.000                            |                           |

| Mercedes-Benz |                  | concern:                                                                          | DaimlerChrysler Duitsland |
| Mercedes-Benz | divisie:         |                                                                                   |                           |
| Mercedes-Benz | merk:            | Mercedes-Benz Duitsland                                                           |                           |
| Mercedes-Benz | model:           | R-Klasse Grand Sports Tourer mpv met korte en lange wielbasis (W251; 1 generatie) |                           |
| Mercedes-Benz | einde productie: | februari 2013 (buiten China), herfst 2017 (China)                                 |                           |
| Mercedes-Benz | productieaantal: | bijna 220.000                                                                     |                           |

| Mercedes-Benz |                  | concern:                                                                      | DaimlerChrysler Duitsland |
| Mercedes-Benz | divisie:         |                                                                               |                           |
| Mercedes-Benz | merk:            | Mercedes-Benz Duitsland                                                       |                           |
| Mercedes-Benz | model:           | S-Klasse (verlengde) sedan (W221 / V221; 5e generatie)                        |                           |
| Mercedes-Benz | einde productie: | mei 2013 (enkel de verlengde S 600 werd nog verder gemaakt tot februari 2014) |                           |
| Mercedes-Benz | productieaantal: | bijna 548.000                                                                 |                           |

| Morgan |                  | concern:                   | onafhankelijk |
| Morgan | divisie:         |                            |               |
| Morgan | merk:            | Morgan Verenigd Koninkrijk |               |
| Morgan | model:           | Aeromax                    |               |
| Morgan | einde productie: | 2005                       |               |
| Morgan | productieaantal: | ?                          |               |

| Opel Vauxhall |                  | concern: | General Motors Verenigde Staten |
| Opel Vauxhall | divisie:         | |                                 |
| Opel Vauxhall | merk:            | Opel Duitsland en Vauxhall Verenigd Koninkrijk                                                                                                 |                                 |
| Opel Vauxhall | model:           | Astra GTC en de sportiever OPC (Opel) / CC Sport Hatch (Vauxhall) driedeurhatchback (varianten van de 3e generatie vijfdeurhatchback uit 2004) |                                 |
| Opel Vauxhall | einde productie: | 2010 |                                 |
| Opel Vauxhall | productieaantal: | ? |                                 |

| Opel |                  | concern:          | General Motors Verenigde Staten |
| Opel | divisie:         |                   |                                 |
| Opel | merk:            | Opel Duitsland    |                                 |
| Opel | model:           | Vectra C 4p/break |                                 |
| Opel | einde productie: | 2008              |                                 |
| Opel | productieaantal: | ?                 |                                 |

| Opel Vauxhall |                  | concern: | General Motors Verenigde Staten |
| Opel Vauxhall | divisie:         | |                                 |
| Opel Vauxhall | merk:            | Opel Duitsland en Vauxhall Verenigd Koninkrijk                                                                 |                                 |
| Opel Vauxhall | model:           | Zafira mpv (2e generatie; werd de Zafira Family na de lancering van de 3e generatie als Zafira Tourer in 2011) |                                 |
| Opel Vauxhall | einde productie: | 2011 (Vauxhall), 2014 (Opel)                                                                                   |                                 |
| Opel Vauxhall | productieaantal: | ruim 900.000 (verkocht in Europa)                                                                              |                                 |

| Peugeot |                  | concern:                                  | PSA Peugeot Citroën Frankrijk |
| Peugeot | divisie:         |                                           |                               |
| Peugeot | merk:            | Peugeot Frankrijk                         |                               |
| Peugeot | model:           | 407 Coupé (variant van de sedan uit 2004) |                               |
| Peugeot | einde productie: | december 2011                             |                               |
| Peugeot | productieaantal: | 35.091                                    |                               |

| Peugeot |                  | concern:                               | PSA Peugeot Citroën Frankrijk |
| Peugeot | divisie:         |                                        |                               |
| Peugeot | merk:            | Peugeot Frankrijk                      |                               |
| Peugeot | model:           | 1007 kleine driedeur-mpv (1 generatie) |                               |
| Peugeot | einde productie: | 2009                                   |                               |
| Peugeot | productieaantal: | 124.100 (verkocht)                     |                               |

| Porsche |                  | concern:                                                            | onafhankelijk |
| Porsche | divisie:         |                                                                     |               |
| Porsche | merk:            | Porsche Duitsland                                                   |               |
| Porsche | model:           | 911 2+2-cabriolet (997; variant van de 6e generatie coupé uit 2004) |               |
| Porsche | einde productie: | 2012                                                                |               |
| Porsche | productieaantal: | 50.270                                                              |               |

| Porsche |                  | concern:                                                                   | onafhankelijk |
| Porsche | divisie:         |                                                                            |               |
| Porsche | merk:            | Porsche Duitsland                                                          |               |
| Porsche | model:           | Cayman coupé (987; 1e generatie; gesloten variant van de Boxster uit 2004) |               |
| Porsche | einde productie: | 2012                                                                       |               |
| Porsche | productieaantal: | 52.226                                                                     |               |

| Renault |                  | concern: | onafhankelijk |
| Renault | divisie:         | |               |
| Renault | merk:            | Renault Frankrijk |               |
| Renault | model:           | Clio drie- en vijfdeurhatchback (3e generatie; bleef na de lancering van de 4e generatie in 2012 nog twee jaar op de markt als Clio Collection) |               |
| Renault | einde productie: | eind 2014 |               |
| Renault | productieaantal: | ruim 2,4 miljoen (inclusief de stationwagen uit 2007)                                                                                           |               |

| Saab |                  | concern: | General Motors Verenigde Staten |
| Saab | divisie:         | |                                 |
| Saab | merk:            | Saab Zweden |                                 |
| Saab | model:           | 9-3 SportEstate stationwagen (afgeleid van de 2e generatie sedan uit 2002; ook SportCombi en SportHatch genoemd) |                                 |
| Saab | einde productie: | 2012 |                                 |
| Saab | productieaantal: | ? |                                 |

| SEAT |                  | concern:    | Volkswagen AG Duitsland |
| SEAT | divisie:         |             |                         |
| SEAT | merk:            | SEAT Spanje |                         |
| SEAT | model:           | León        |                         |
| SEAT | einde productie: | ?           |                         |
| SEAT | productieaantal: | ?           |                         |

| Škoda |                  | concern: | Volkswagen AG Duitsland |
| Škoda | divisie:         | |                         |
| Škoda | merk:            | Škoda Tsjechië |                         |
| Škoda | model:           | Octavia Combi stationwagen (variant van de 2e generatie liftback uit 2004; in 2007 kwam de Octavia Scout 4x4-cross-over-variant op de markt) |                         |
| Škoda | einde productie: | 2013 |                         |
| Škoda | productieaantal: | bijna 900.000 |                         |

| Venturi |                  | concern:          | onafhankelijk |
| Venturi | divisie:         |                   |               |
| Venturi | merk:            | Venturi Frankrijk |               |
| Venturi | model:           | Fétish            |               |
| Venturi | einde productie: | 2005              |               |
| Venturi | productieaantal: | ?                 |               |

| Volkswagen |                  | concern:             | onafhankelijk |
| Volkswagen | divisie:         |                      |               |
| Volkswagen | merk:            | Volkswagen Duitsland |               |
| Volkswagen | model:           | Fox                  |               |
| Volkswagen | einde productie: | ?                    |               |
| Volkswagen | productieaantal: | ?                    |               |

| Volkswagen |                  | concern:             | onafhankelijk |
| Volkswagen | divisie:         |                      |               |
| Volkswagen | merk:            | Volkswagen Duitsland |               |
| Volkswagen | model:           | Golf Plus            |               |
| Volkswagen | einde productie: | ?                    |               |
| Volkswagen | productieaantal: | ?                    |               |

| Volkswagen |                  | concern:             | onafhankelijk |
| Volkswagen | divisie:         |                      |               |
| Volkswagen | merk:            | Volkswagen Duitsland |               |
| Volkswagen | model:           | Jetta sedan          |               |
| Volkswagen | einde productie: | 2010                 |               |
| Volkswagen | productieaantal: | ?                    |               |

| Volkswagen |                  | concern:             | onafhankelijk |
| Volkswagen | divisie:         |                      |               |
| Volkswagen | merk:            | Volkswagen Duitsland |               |
| Volkswagen | model:           | Passat B6 -/Variant  |               |
| Volkswagen | einde productie: | 2010                 |               |
| Volkswagen | productieaantal: | ?                    |               |

| Volvo |                  | concern:      | Ford Motor Company Verenigde Staten |
| Volvo | divisie:         |               |                                     |
| Volvo | merk:            | Volvo Zweden  |                                     |
| Volvo | model:           | C70 cabriolet |                                     |
| Volvo | einde productie: | ?             |                                     |
| Volvo | productieaantal: | ?             |                                     |

| Wiesmann |                  | concern:           | onafhankelijk |
| Wiesmann | divisie:         |                    |               |
| Wiesmann | merk:            | Wiesmann Duitsland |               |
| Wiesmann | model:           | GT                 |               |
| Wiesmann | einde productie: | ?                  |               |
| Wiesmann | productieaantal: | ?                  |               |

## Oost-Europa
| OeAZ |                  | concern:     | Sollers Rusland |
| OeAZ | divisie:         |              |                 |
| OeAZ | merk:            | OeAZ Rusland |                 |
| OeAZ | model:           | Patriot suv  |                 |
| OeAZ | einde productie: | ?            |                 |
| OeAZ | productieaantal: | ?            |                 |

| Zastava |                  | concern:                     | FIAT Italië |
| Zastava | divisie:         |                              |             |
| Zastava | merk:            | Zastava Servië en Montenegro |             |
| Zastava | model:           | 10                           |             |
| Zastava | einde productie: | ?                            |             |
| Zastava | productieaantal: | ?                            |             |